# 源宜子
源 宜子（みなもと の よしこ/ぎし、生没年不詳）は、平安時代前期の女官。仁明源氏、参議・源興基の娘。清和天皇女御。臣籍降下以前は宜子女王と名乗っていた。
貞観18年8月21日（876年9月12日）、清和天皇の女御となる。同年11月に天皇が譲位すると、元慶3年（879年）3月7日、季料、月俸を停められた。元慶4年（880年）父・興基とともに源朝臣を賜姓され臣籍降下。正五位下に至った。天皇との間に子は記録されていない。